# Ladotyri Mytilinis
O Ladotyri Mytilinis (em grego: Λαδοτύρι Μυτιλήνης) é um queijo de Denominação de Origem Protegida (DOP) da Grécia, tradicionalmente preparado e conservado em azeite extra virgem.

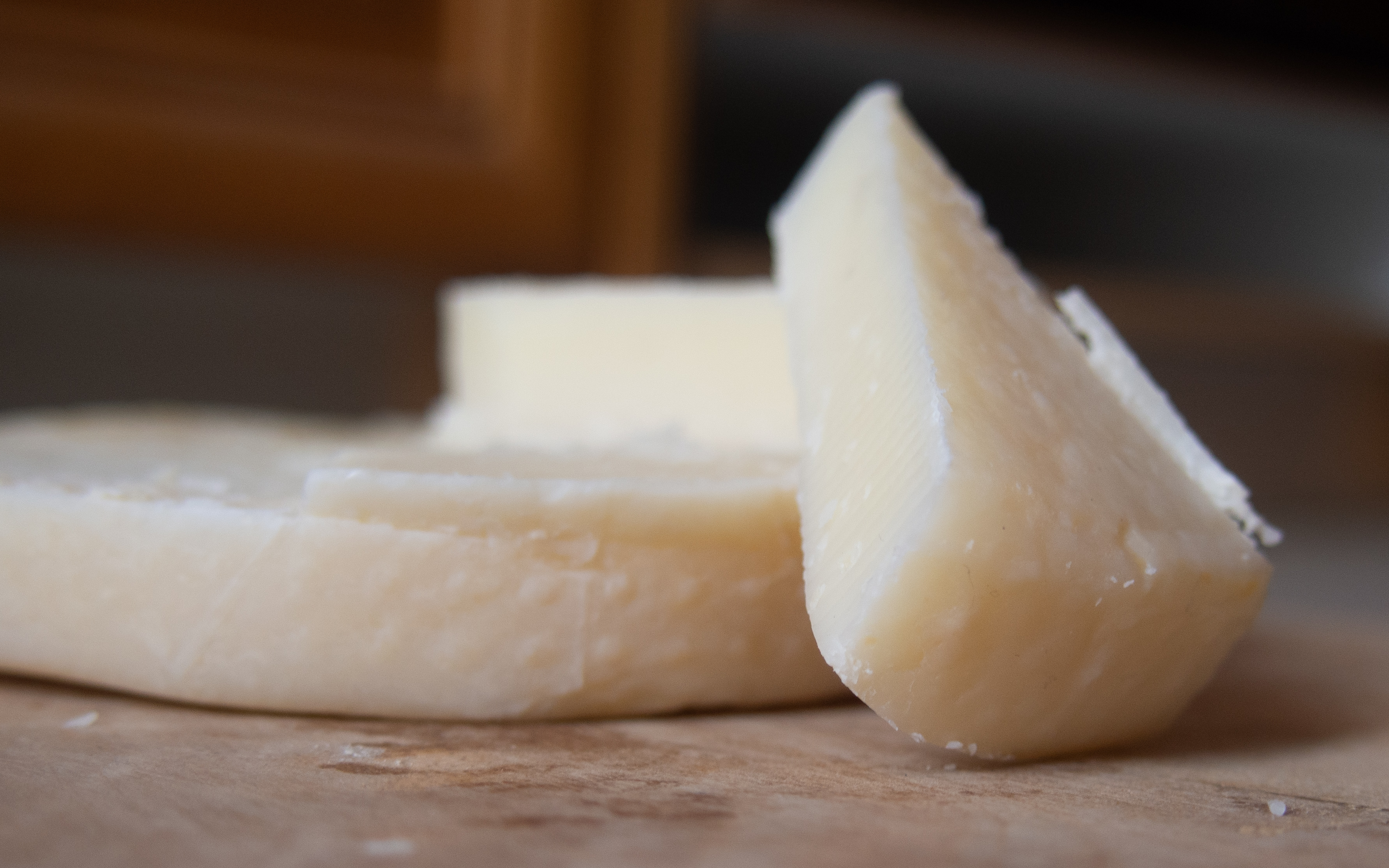

É fabricado na ilha de Lesbos, no norte do mar Egeu, e é produzido desde a antiguidade. O queijo é fabricado com leite de ovelha ou com uma mistura de leite de ovelha e de caprino, não devendo este último exceder os 30%.
A designação oficial deste queijo duro de mesa indica o seguinte método de fabrico: "O leite é coagulado com adição de coalho a 32-34°Celsius por 30 minutos. Em seguida, a coalhada é dividida e reaquecida a 45° Celsius. A maior parte do soro é retirado e a coalhada é prensada no fundo da cuba para formar uma massa compacta. Esta é cortada em pedaços de 5 a 7 quilos. Os pedaços são depois colocados numa bancada e cortados de novo até ao tamanho final do queijo. Em seguida, são colocadas em moldes especiais, firmemente prensadas à mão, salgadas e levadas para uma sala de maturação, onde permanecem por um período não inferior a 3 meses."
O estatuto de DOP foi concedido em 12 de junho de 1996 pela União Europeia, na sequência da Decisão Ministerial n.º 313058 da Grécia, de 18 de janeiro de 1994.

## Impacto cultural
A criação de gado e a produção de queijo (juntamente com a olivicultura) são muito importantes para o sector agrícola da ilha de Lesbos. O próprio queijo DOP "é um produto emblemático para a população local, com fortes conotações culturais". Ladotyri significa "queijo de óleo" na língua grega e este método de conservação era comum até ao aparecimento dos frigoríficos domésticos nas décadas de 1960 e 1970.
De acordo com a designação oficial, o leite deve provir de "ovelhas e cabras tradicionalmente alimentadas e adaptadas à zona de produção. A sua alimentação deve basear-se na flora da zona". A maior parte do queijo produzido é vendida aos supermercados e não diretamente da exploração para os consumidores. A versão comercializada é o queijo Graviera, cujo consumo diminuiu de 1998 a 2005. A procura do produto DOP aumentou durante o mesmo período.